# San Ferdinando di Puglia
San Ferdinando di Puglia (en el dialecte local San Ferdenànde) és un municipi italià de la província de Barletta-Andria-Trani, regió de la Pulla, amb 14.361 habitants. Fins a l'any 2004 feu part de la província de Foggia.
En l'antiguitat era fundada pel Ferran II de les Dues Sicílies. El país a una altitud de 68 m sobre el nivell de la mar està a l'esquerra del riu Ofanto en un petit turó que domina les àrees circumdants, envoltada de vinyes, oliveres, horts de préssec i carxofa.